# 크리스티앙 르블랑
크리스티앙 르블랑(Christian LeBlanc, 1953년 8월 25일 ~ )은 미국의 배우이다.